# 라다만티스

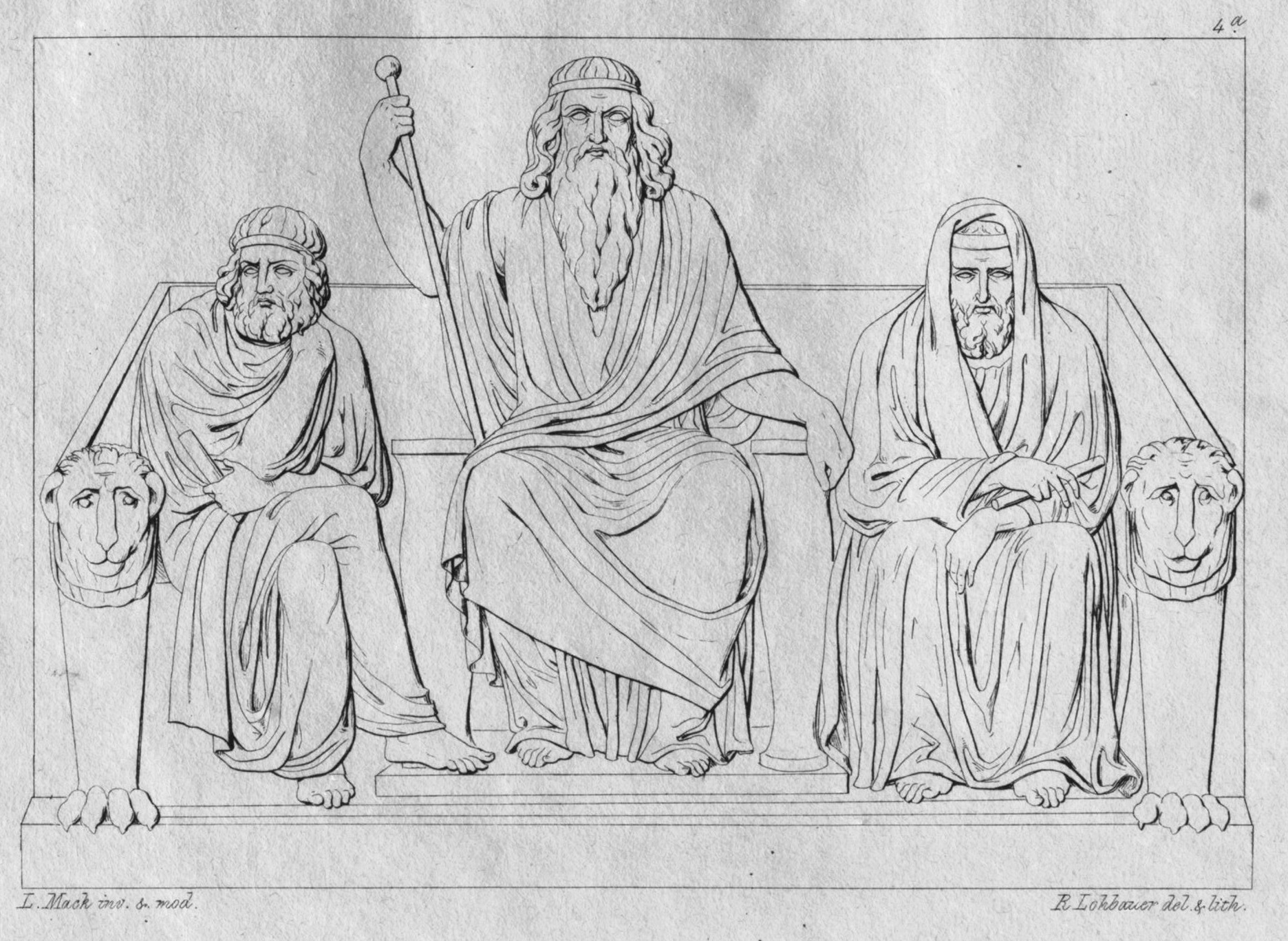

라다만티스(그리스어: Ῥαδάμανθυς, 라다만튀스 또는 라다만토스라고도 함.)는 그리스 신화에 나오는 현명한 왕으로 제우스와 에우로페 사이에서 태어났다. 그는 현명하고 공정한 왕의 대명사로, 후기 전승에서는 지하세계에서 죽은 사람들의 심판관이 되었다고 한다.

## 그리스-로마 신화
제우스가 에우로페를 꾀어내어 크레타로 가서 그녀에게 아들 세 명을 낳게 했는데, 그 아들들이 미노스, 라다만티스, 사르페돈이다. 에우로페는 크레타의 왕 아스테리온과 결혼했는데, 아스테리온은 정직한 라다만티스를 후계자로 삼았다. 라다만티스는 공정하고 정의롭게 크레타를 다스리면서 훌륭한 법전을 만들었고, 그 법전은 스파르타가 모방해서 사용했다고 한다.
그는 형인 미노스의 질투를 받아 크레타에서 쫓겨나 보이오티아로 밀려났다. 호메로스에 의하면 그는 죽지 않고 엘리시온 들판에서 살고 있다고도 한다.
기원전 400년경의 후기 전승에 따르면, 그는 아이아코스, 미노스와 함께 지하세계에서 죽은 자를 심판하는 심판관이 되었다고 한다. 라다만티스는 아시아인을 심판하고, 아이아코스는 유럽인을 심판하며, 미노스는 결정권(casting vote)을 가지고 있었다고 한다. 베르길리우스도 《아이네이스》의 타르타루스 편에서 라다만티스를 죽은 자의 심판관이자 처벌자로 묘사하고 있다. 핀다로스는 그가 크로노스의 오른편에 있는 영혼의 심판자라고 말한다.
또 다른 전승에서, 미노스, 사르페돈, 라다만티스 삼형제는 모두 한 아름다운 소년과 사랑에 빠졌는데, 그 소년의 이름은 밀레토스였다. 밀레토스는 사르페돈을 선택했고, 이에 격분한 미노스가 사르페돈의 섬을 침공해 정복했고, 사르페돈은 밀레토스와 함께 리키아로 도망쳤고 거기서 밀레토스라는 도시를 세웠다고 한다. 아폴로도로스에 따르면, 그 소년은 제우스와 카시오페이아의 아들인 아팀니오스라고 한다.

## 기타 잡설
- ‘엄정(嚴正)한, 강직(剛直)한’을 뜻하는 영어의 형용사 rhadamanthine는 바로 이 라다만티스의 이름에서 유래했다.
- 토마스 만의 소설 《마의 산》에 등장하는 알프스 고산지대의 폐결핵 요양원 원장 베렌스의 별명이 라다만티스였다.
- 카이퍼 대(帶)의 구조물 38083 라다만투스의 이름도 여기서 나왔다.

## 같이 보기
- 그리스 지하세계